# Eichenlaubstraße

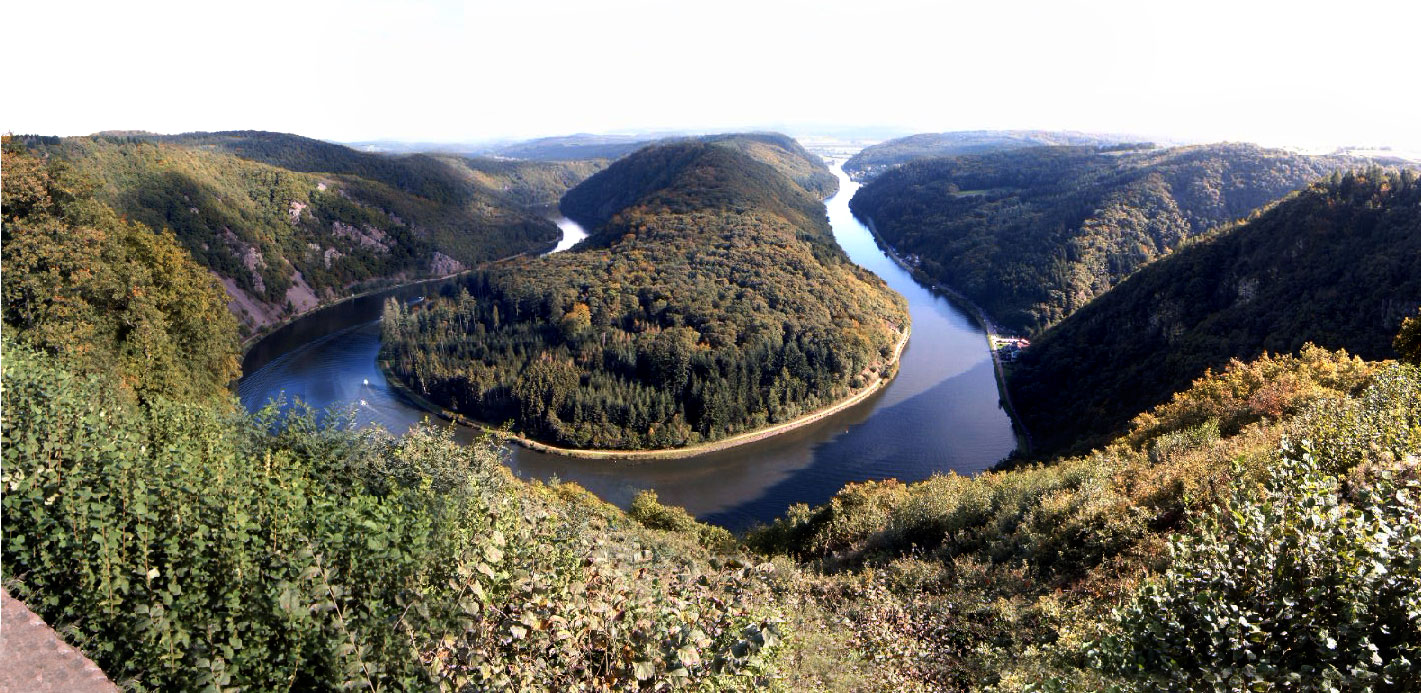
Blick von der Cloef auf die Saarschleife

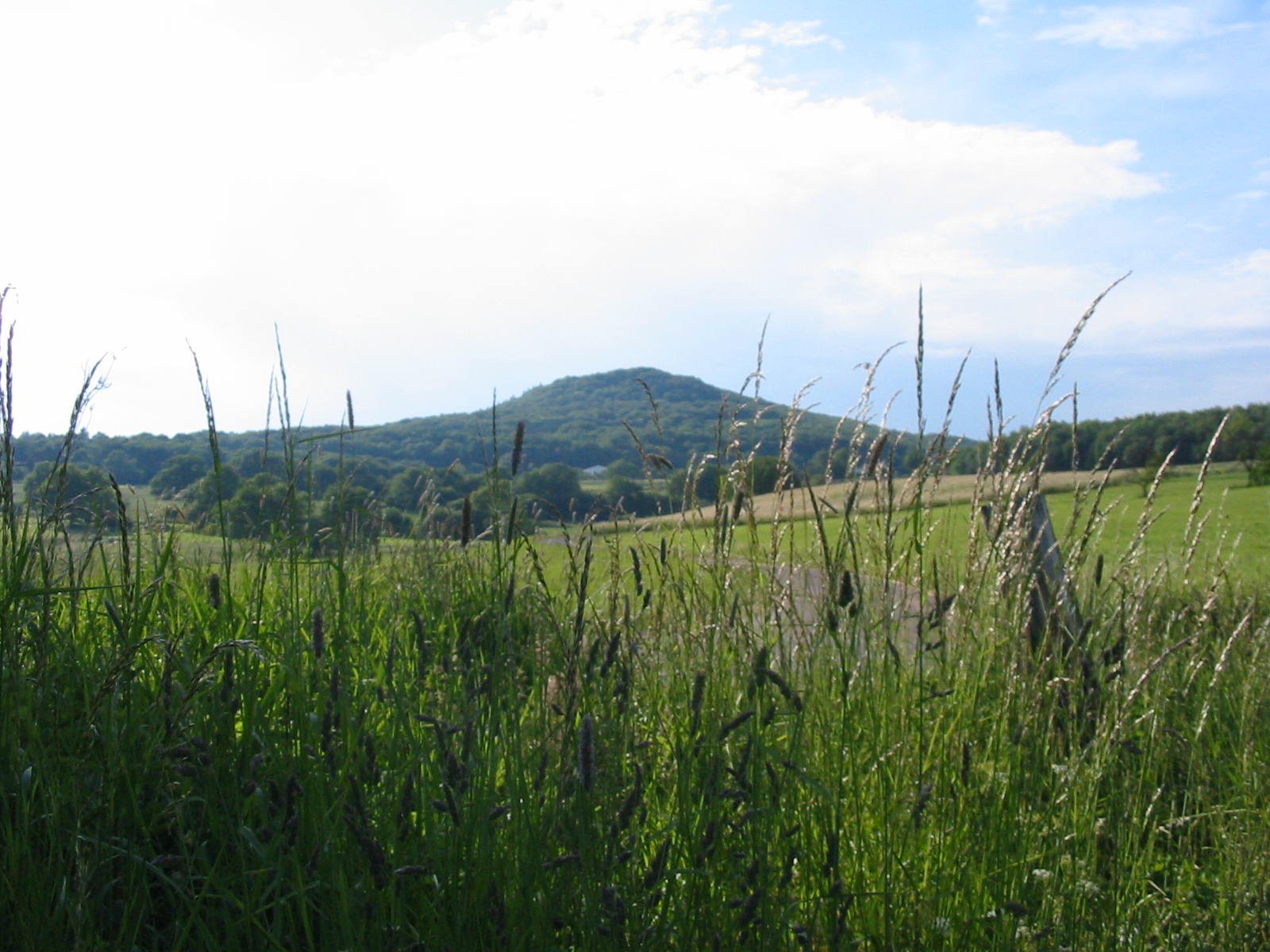
Der Weiselberg bei Oberkirchen (aus Südost). Um ihn herum verlief die Westrichbahn; eine Eisenbahnstrecke, die jetzt als Fahrradweg (Fritz-Wunderlich–Weg) ausgebaut ist

Die Eichenlaubstraße ist eine 84 Kilometer lange Ferienstraße im nördlichen Saarland.
Sie verläuft von Perl/Mosel (Landkreis Merzig-Wadern), wo sie von der Moselweinstraße abzweigt, über Mettlach (21 km), Waldhölzbach (38 km), Weiskirchen (43 km), Nonnweiler (59 km), Nohfelden (73 km) bis Freisen im Landkreis St. Wendel. Sie erschließt damit viele touristische Ziele. Sowohl in Perl (A8), als auch in Nonnweiler (A1/A62) und in Freisen (A62) besteht unmittelbarer Autobahnanschluss. Darüber hinaus ist sie in Perl an die B 419, in Mettlach an die B 51 sowie in Nohfelden an die B 41 angeschlossen. Zwischen Perl und dem Potsdamer Platz (B 406) verläuft sie über knapp 10 km gemeinsam mit der B 407, zwischen Mettlach und Weiskirchen für ca. drei Kilometer auf der B 268. Der überwiegende Anteil der Straßen sind Landesstraßen, etwa zur Hälfte 1. als auch 2. Ordnung.
Die Eichenlaubstraße ist besonders attraktiv, weil sie in ihrem zentralen Teil genau südlich des Schwarzwälder Hochwaldes entlangführt (Höhe der Straße bis knapp 500 Meter über NN). An vielen Strecken ergibt sich dadurch ein bemerkenswerter Ausblick auf die nordsaarländischen Höhenzüge. Ab Nonnweiler erreicht man dann das Nordpfälzer Bergland.

## Tourismus
Besonders gefördert wird die Eichenlaubstraße von den beiden Kreisen (Landkreises Merzig-Wadern und der Tourist Information des Kreises St. Wendeler Land) sowie dem Verein Naturpark Saar-Hunsrück. Besondere Sehenswürdigkeiten sind:
- Cloef mit Aussicht auf Das Wahrzeichen des Saarlandes, die Saarschleife
- der „Felsenweg“ in Scheiden
- der „Steinhauerweg“ und der „Waldsaumweg“ in Britten
- Barfußwanderweg in Waldhölzbach
- der Losheimer Stausee mit Premiumwanderwegen und Park der Vierjahreszeiten
- Museumseisenbahn in Losheim am See
- „Weg der Waldkultur“ bei Weiskirchen
- „Hochwaldalm“ und der „Schieferwanderweg“ bei Wadrill
- Ringwall bei Otzenhausen
- Bostalsee bei Bosen
- alte Eisenbahnbrücke in Oberkirchen